# Reïficatie
Reïficatie, concretisme, hypostatisering of misvatting van misplaatste concreetheid is een drogreden waarbij een abstractie zoals een idee of een hypothetische constructie behandeld wordt alsof het een concrete, werkelijke gebeurtenis of fysische entiteit is.

## Etymologie
Reïficatie en reïficeren stammen af van het Latijnse res wat ding betekent en facere wat maken betekent. Letterlijk vertaald betekent reïficeren tot ding maken of verdinglijken.

## Uitleg
Robert Sinclair schrijft in het boek Bad Arguments dat reïficatie relatief kort als logische drogreden wordt beschouwd. Reïficatie zou echter moeilijk te plaatsen zijn en de status ervan slecht begrepen. In het algemeen houdt reïficatie in dat iets abstracts als een idee of een concept concreet wordt gemaakt of een concreet, echt bestaan wordt toegekend. De vergissing bestaat erin aan te nemen dat iets dat enkel als abstractie bestaat, ook materieel, fysiek moet bestaan. Voorbeelden hiervan zijn de talloze toepassingen van natie, staat, natuur en ras.:378
Zo is in de Engelse uitdrukking It's not nice to fool Mother Nature (het is niet netjes om Moeder Natuur voor de gek te houden) natuur een abstractie of een abstract concept dat wordt gebruikt om een opeenvolging van natuurlijke gebeurtenissen te benoemen. Maar de uitdrukking kent aan dit begrip een materieel, menselijk karakter toe, die het als abstractie niet kan hebben. Eenvoudig gezegd, de natuur is geen mens en kan dan ook niet voor de gek worden gehouden. Sinclair schrijft dat reïficaties bij dergelijk metaforisch gebruik geen kwaad kunnen, maar pas als onderdeel van een betoog problematischer worden.:378
In The Internet Encyclopedia of Philosophy schrijft Bradley Dowden het volgende: Of een zin de drogreden begaat, hangt er in belangrijke mate van af of het gebruik ervan in de situatie gepast is of niet. In een gedicht bijvoorbeeld is het gepast en heel gebruikelijk om abstracties zoals de natuur, hoop, angst, vergetelheid, enzovoort, te reïficeren, dat wil zeggen ze te behandelen alsof het concrete voorwerpen of wezens met bedoelingen zijn. In een wetenschappelijke bewering is dit echter ongepast.

## Logische vorm
Abstractie x wordt gezien als een concrete, werkelijke gebeurtenis of fysische entiteit.

Omdat abstractie x als concreet beschouwd wordt, is de conclusie waar.

## Voorbeelden
In Bad Arguments onder hoofdstuk '92: Reification' citeert Robert Sinclair de filosoof John Dewey met het volgende voorbeeld::378-79
De staat controleert de zakenwereld en heeft zijn hand in ieders zak. Door deze zakkenrollerij door de overheid te beperken, kunnen wij dergelijke belemmeringen van onze individuele rechten en vrijheden voorkomen.
Sinclair: Hier heeft het concept van de 'Staat' menselijke trekjes gekregen, zoals het verlangen om te controleren en te 'zakkenrollen'. Hoewel niet expliciet, wordt verder gesuggereerd dat dergelijke verlangens verkeerd zijn en dat de overheid zich onethisch gedraagt wanneer zij zich met dergelijke handelingen inlaat. De "regering" of 'Staat' is echter geen persoon, maar een soort juridische entiteit, of misschien een specifiek soort sociale organisatie die is ontworpen om de belangen van haar burgers te behartigen. De staat is geen menselijk wezen dat in staat is deze menselijke eigenschappen en verlangens te bezitten. Het belasten van individuen door de staat en het controleren van de zakengemeenschap kan fout zijn, maar het kan niet overtuigend worden aangetoond dat het fout is door deze foutieve (en misleidende) toeschrijving of reïficatie van menselijke eigenschappen. De gebrekkige redenering van dergelijke argumenten berust op een speculatieve veronderstelling betreffende de toewijzing van concrete eigenschappen, kenmerken en causale krachten aan een abstractie (de staat) en biedt dus geen enkele ondersteuning voor zijn conclusie.:379
De natuur beslist welke organismen leven en welke sterven.
Het abstracte gegeven — de natuur — wordt hier behandeld alsof het een concreet gegeven is — iets wat beslissingen kan nemen. De natuur is echter geen concreet en werkelijk ding dat in staat is om zoiets te kunnen doen. Hetzelfde punt kan gemaakt worden zonder misleidend te redeneren door bijvoorbeeld te zeggen: Welke organismen leven en welke sterven wordt bepaald door natuurlijke oorzaken. Het is belangrijk te onthouden dat deze stelling enkel problematisch is wanneer die in een betoog wordt gebruikt. Als de spreker zich metaforisch uitdrukt dan is hier geen sprake van een drogreden.
Er liggen twee voetballen in een verder lege kamer. Als iemand gevraagd zou worden alle objecten in de kamer te tellen, dan zou het antwoord drie zijn: twee voetballen plus de groep van twee.
In dit geval wordt de abstractie — de groep (in wiskundige terminologie: verzameling) van twee voetballen — gelijkgesteld met een concreet en werkelijk ding — een materieel object in de kamer. De fout bestaat erin te denken dat een verzameling een materieel object is. Het is een constructie van de geest, of, het verstand.
De Vlaamse regering kreunt onder stikstof.
Hier wordt de abstracte juridische entiteit, de Vlaamse regering, voorgesteld alsof het een levend organisme is dat aan een teveel aan stikstof kan lijden. In dit geval hanteert de auteur echter een metaforisch gebruik van kreun[en] onder stikstof.